# Бортатиче-Кольонія
Бортатиче-Кольонія (пол. Bortatycze-Kolonia) — село в Польщі, у гміні Замостя Замойського повіту Люблінського воєводства.
Населення — 308 осіб (2011).
У 1975-1998 роках село належало до Замойського воєводства.

## Демографія
Демографічна структура станом на 31 березня 2011 року:
|          | Загалом | Допрацездатний вік | Працездатний вік | Постпрацездатний вік |
| -------- | ------- | ------------------ | ---------------- | -------------------- |
| Чоловіки | 144     | 36                 | 99               | 9                    |
| Жінки    | 164     | 39                 | 95               | 30                   |
| Разом    | 308     | 75                 | 194              | 39                   |